# Regionalismo veneto

Bandiera della Serenissima, nella versione maggiormente utilizzata dai vari movimenti

Per indipendentismo o regionalismo veneto, noto anche come venetismo, si intende l'insieme di associazioni, partiti e persone che sostengono l'autonomia o l'indipendenza del Veneto.
Fra questi vengono genericamente ricompresi i movimenti che richiedono maggior autonomia, quelli che auspicano l'indipendenza del Veneto o dei territori dell'antica Repubblica di Venezia e quelli che, più semplicemente, promuovono la riscoperta della cultura e della lingua veneta. Il giornalista Paolo Possamai ha definito tali movimenti coniando il termine "venetismo", intendendo con ciò "la tensione del Veneto e dei veneti verso il riconoscimento della loro identità e autonomia".
Alcuni regionalisti considerano i cittadini veneti come facenti parte di una nazionalità distinta da quella italiana. Le posizioni più radicali e revisioniste contestano anche presunte irregolarità nel risultato del plebiscito del 1866 con cui le province venete, che all'epoca includevano anche parte del Friuli, approvarono l'annessione al Regno d'Italia, o ancora la validità del referendum del 1946 che sancì la nascita della Repubblica Italiana. Tale identità viene da taluni considerata inventata e, secondo Davide Mutto, sarebbe in alcuni casi funzionale all'attività politica di gruppi di estrema destra e del tradizionalismo cattolico.

## Storia e ideologia

### Tra le due guerre mondiali
I precursori dei movimenti regionalisti risalgono al periodo successivo la prima guerra mondiale, e si collocano politicamente sia a destra che a sinistra. Nel 1920 un giornale veneto socialista e repubblicano, La riscossa, si sbilanciò a favore di un “governatorato unito ed elettivo con organi tecnici e amministrativi autonomi e competenti” pensando a un'alternativa al "governo politico centrale". Guido Bergamo, deputato repubblicano eletto in Veneto, scrisse che "il «problema veneto» è così cocente che da oggi noi sosterremo la ribellione dei veneti. Cittadini, non paghiamo le tasse, non riconosciamo il governo centrale a Roma, scacciamo i prefetti, tratteniamo i soldi delle tasse in Veneto!" Poco dopo Corradino Cappellotto Italico, membro della Camera dei Deputati per il Partito Popolare Italiano, lanciò il primo partito regionalista per le successive elezioni del 1921: "Leone di san Marco" ottenne il 6,1% dei voti nella provincia di Treviso.
Il territorio che comprende le attuali regioni Veneto, Trentino-Alto Adige e Friuli-Venezia Giulia, viene conosciuto anche col nome di Tre Venezie o Triveneto: Venezia Euganea (l'odierno Veneto, insieme a larghe parti del Friuli), Venezia Giulia (la parte levantina dell'odierno Friuli-Venezia Giulia e Venezia Tridentina. In base alla Costituzione della Repubblica Italiana adottata nel 1948, Trentino-Alto Adige/Südtirol e Friuli-Venezia Giulia hanno ottenuto lo status di Regione a statuto speciale e i relativi privilegi, specialmente relativi all'autonomia fiscale, scolastica, sanitaria e della tutela del territorio; da qui le proposte di alcuni gruppi di persone di unificare il Veneto con le altre due regioni citate o di dotare anche il Veneto di uno statuto speciale.

### Dal dopoguerra alla nascita della Liga Veneta

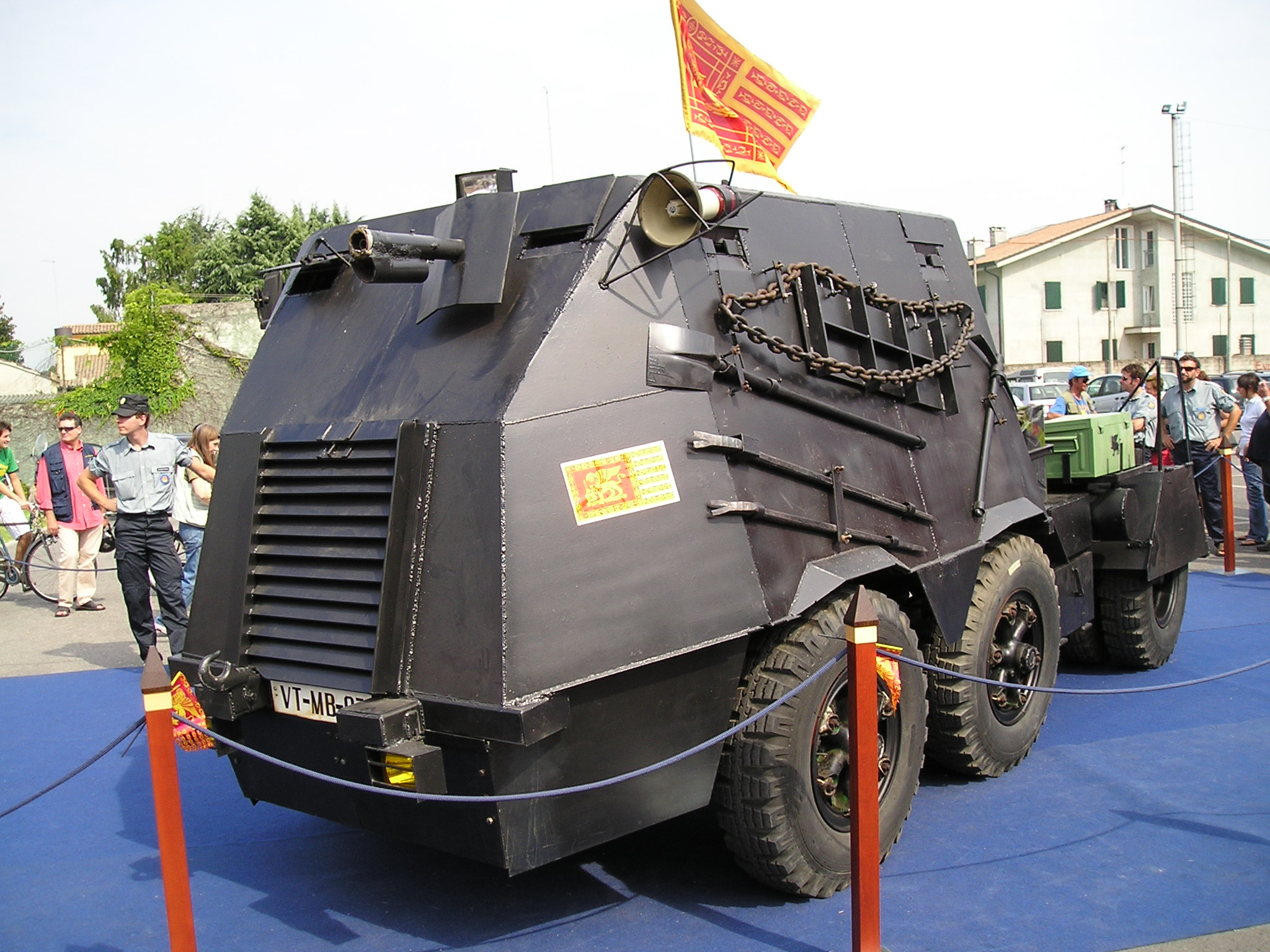
Il cosiddetto "Tanko" usato dai serenissimi per l'assalto al campanile di san Marco nel 1997

Le idee venetiste hanno conosciuto un nuovo sviluppo negli anni sessanta, quando il Movimento Autonomo Regionalista Veneto (MARV) condusse una campagna a favore dell'istituzione delle Regioni, secondo i dettami della Costituzione che furono poi messi in pratica nel 1970. Il forte sviluppo economico del Veneto avvenuto a partire dagli anni settanta, basato soprattutto sulle piccole e medie industrie, favorì lo sviluppo di correnti di pensiero politico in cui venivano messi in contrapposizione gli aiuti statali per lo sviluppo del Mezzogiorno con il carico fiscale e la burocrazia richieste da parte del governo nazionale. Queste posizioni, unite alle rivendicazioni linguistiche e storiche, hanno costituito le basi per la formazione della Liga Veneta, che tenne il suo primo congresso nel dicembre 1979 e venne fondata ufficialmente nel gennaio 1980.
Sulla scia della Liga Veneta sorsero tutta una serie di associazioni e movimenti, alcuni ispirati dallo statuto regionale che riconosce l'esistenza di un "popolo veneto", e il suo diritto all'auto governo, altri invece basati sulla continuità con la storia della Repubblica di Venezia. Alcuni di questi mirano a promuovere principalmente la lingua veneta e la sua salvaguardie ufficiale, altri chiedono maggiore autonomia regionale, altri ancora sono apertamente indipendentisti o secessionisti e rivendicano una sovranità originaria di tutto il Veneto storico corrispondente alle odierne regioni Veneto e Friuli-Venezia Giulia.

### Referendum consultivo e ultime elezioni regionali
Il 12 giugno 2014 il Consiglio Regionale veneto ha approvato a larga maggioranza la proposta di legge per l'indizione di un referendum consultivo sull'indipendenza, divenuta legge regionale n. 16/2014 e pubblicata in data 24 giugno 2014 sul BUR nº 62 del Veneto. Il 28 luglio 2014 la Giunta Regionale, in ossequio a tale legge, ha approvato la delibera nº 1331/2014 che ha normato le modalità di voto del referendum. Il 24 giugno 2015 la Corte costituzionale Italiana ha dichiarato inammissibile tale referendum, in quanto contrario al principio costituzionale dell'unità della repubblica, ritenendo invece ammissibile la proposta di un secondo referendum regionale, calendarizzato per domenica 22 ottobre 2017, per richiedere maggiore autonomia in settori specifici tra i quali istruzione, ambiente, beni culturali e giustizia di pace. Il referendum consultivo del 22 ottobre, spesso criticato per la scarsa rilevanza politica e per i costi sostenuti per la sua organizzazione, è stato caratterizzato da un'affluenza del 57,2% e una vittoria dei favorevoli all'autonomia con il 98,1%. In seguito alla consultazione, vi è la possibilità di avviare trattative tra il governo e la regione in merito all'eventuale trasferimento dallo Stato all'ente regionale di ventitré competenze specifiche.
Alle elezioni regionali in Veneto del 2015 la Liga Veneta – Lega Nord, la lista "Zaia Presidente", la "Lista Tosi per il Veneto", "Indipendenza Noi Veneto con Zaia" e "Indipendenza Veneta" hanno ottenuto rispettivamente il 17,8%, il 23,1%, il 5,7%, il 2,7% e il 2,5% dei voti.

## Partiti politici
I primi partiti regionalisti organizzati presero il via dopo l'istituzione della regione Veneto e l'elezione diretta del consiglio regionale nel 1970.
Fra i partiti politici regionalisti, quello storicamente e numericamente più rappresentativo è la Liga Veneta, costituita nel 1979 e dal 1991 membro fondatore e "sezione nazionale veneta" della Lega Nord, che ottenne su base regionale quasi il 30% dei voti nelle elezioni politiche del 1996. Altri partiti minori, come Liga Veneta Repubblica, Indipendenza Veneta, Progetto Nordest o Union del Popolo Vèneto, hanno ottenuto consensi largamente inferiori, superando difficilmente il 5% dei voti a livello regionale.